# Heeresreform des Marius

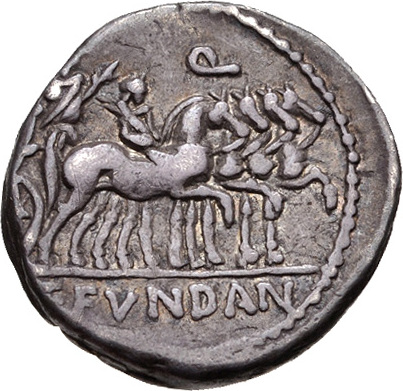
Rückseite eines Denars von 101 v. Chr., der Marius als Triumphator in einem Streitwagen zeigt

Der Begriff „Heeresreform des Marius“ oder auch „marianische Heeresreform“ fasst eine Reihe von Entwicklungen im römischen Heerwesen zusammen, die in der älteren Forschung dem römischen Feldherrn und Politiker Gaius Marius zugeschrieben wurden.

## Gaius Marius zugeschriebene Reformmaßnahmen
Im Rahmen der Feldzüge gegen die Kimbern und Teutonen soll Gaius Marius der älteren Forschung zufolge die römischen Legionen grundlegend reformiert haben. Die Reform soll folgende Einzelmaßnahmen umfasst haben:
- die Zusammenfassung der 30 Manipel (je ca. 160 Mann) zu 10 Kohorten (je ca. 480 Mann),
- die Vereinheitlichung der Bewaffnung der Legionäre (und damit die Abschaffung der hastati, principes und triarii als Truppengattungen),
- die Abschaffung der velites,
- die Einführung eines neuen pilum,
- die Verbesserung der Ausbildung durch Gladiatorentrainer, Dauermärsche und Läufe,
- die Verkleinerung des Trosses, indem Marius die Legionäre ihr Gepäck selbst tragen ließ (daher der Spitzname muli mariani – „Maultiere des Marius“)
- die Einführung des silbernen Legionsadlers (aquila) als Feldzeichen (signum), um den Korpsgeist der Legionäre zu stärken,
- sowie die Festlegung der Dienstzeit der Legionäre auf einheitliche 16 Jahre

Mithin hätte sich das römische Heer von einer Bürgermiliz in ein Berufsheer aus Freiwilligen verwandelt.

## Die Reform in der Überlieferung
Abgeleitet wurde diese Reform aus einer Reihe von Textstellen antiker Autoren:
- Sallust (De bello Iugurthino 84) spricht davon, dass Marius Bundesgenossen anwirbt und handverlesene Männer auswählt, ohne dies als Traditionsbruch zu charakterisieren.
- Plutarch (Marius 9,1) schreibt, dass Marius entgegen dem Herkommen Besitzlose und Sklaven als Freiwillige anwirbt.
- Ebenfalls bei Plutarch (Marius 25,2ff) findet sich das neue pilum.
- Der Spitzname muli mariani findet sich bei Plutarch (Marius 13) und bei Frontinus Festus (Strat. IV 1,7). Plutarch gibt zwei mögliche Erklärungen für die Bedeutung des Spitznamens: das schwere Gepäck, das die Legionäre unter Marius zu tragen hatten, oder aber, dass sie gut verpflegt und gehorsam waren.
- Die Einführung des Legionsadlers findet sich bei Plinius dem Älteren (Naturalis historia X 4). Laut Plinius war der Adler bis zu Marius’ zweitem Konsulat (104 v. Chr.) nur eines von fünf Feldzeichen. Allerdings berichtet er auch, es sei schon „ein paar Jahre zuvor“ üblich geworden, die anderen Standarten im Lager zu lassen und nur den Adler mitzunehmen.[3]

Maßnahmen ohne Quellenbeleg sind die Kohortenlegion, die Vereinheitlichung der Bewaffnung, die Umwandlung des Milizheeres in ein Berufsheer und die Festlegung einer einheitlichen Dienstzeit. Die verbesserte Fechtausbildung der Legionäre durch Gladiatorentrainer geht auf Angaben von Publius Rutilius Rufus zurück.

## Ergebnisse der neueren Forschung
Die Ergebnisse der neueren Forschungen widersprechen allerdings dem herkömmlichen Bild von einer massiven Heeresreform unter Marius. Die Kohorte wurde bereits seit dem Zweiten Punischen Krieg auf dem spanischen Kriegsschauplatz eingesetzt. Im Osten hielt die Kohorte erst nach der Niederlage der hellenistischen Staaten Einzug; erst ein gewisser Lucullus setzte sie – wohl 114 v. Chr. unter Gaius Porcius Cato – gegen die Skordisker ein. Offenbar waren die Kohorten im Kampf gegen wenig organisierte, „barbarische“ Gegner besser geeignet als die Manipel. In Afrika schließlich verwendete Marius’ Vorgänger Quintus Caecilius Metellus Numidicus sowohl Manipel als auch Kohorten. Im Rahmen dieser langwierigen Umstellung von Manipeln auf Kohorten fand vermutlich auch die Vereinheitlichung der Bewaffnung statt, deren Kosten spätestens seit den Reformen der Gracchen 123–122 v. Chr. durch den Staat übernommen wurden. Das von Marius eingeführte neue Modell des pilum erwies sich als fehlerhaft, zu Zeiten Caesars war es bereits durch eine Weiterentwicklung ersetzt worden. Die zunehmende Vereinheitlichung der Bewaffnung der Legionäre war auch nicht mit einer formellen Abschaffung der hastati, principes und triarii verbunden, die als Dienstkategorien weiter bestanden, deren Unterscheidung aber an Bedeutung verlor. Velites sind noch unter Caesar dokumentiert.
Die Ausbildung der Legionäre lag zur Zeit der Republik in den Händen des jeweiligen Feldherrn. Marius konnte dabei unter anderem auch auf das Vorbild des Scipio Aemilianus zurückgreifen, unter dem er vor Numantia gedient hatte. Feste Standards in der Ausbildung wurden erst unter Augustus entwickelt. Dass Soldaten ihr Gepäck selbst zu tragen hatten, war ebenfalls eine in der Antike verbreitete Maßnahme: neben den Vorbildern Philipp II. von Makedonien und Alexanders des Großen hatte auch Metellus in Afrika dies von seinen Legionären verlangt. Auch den silbernen Legionsadler hatte es schon vor Marius gegeben. Marius schaffte allerdings die anderen vier Standartenmotive Wolf, Minotaurus, Pferd und Eber ab.
Als die grundlegendsten Traditionsbrüche des Marius wurden die Anwerbung Besitzloser und die Aufnahme Freiwilliger in die Legionen dargestellt. Freiwillige sind jedoch schon lange zuvor dokumentiert, so etwa 200 und 198 v. Chr. im Krieg gegen Philipp V. von Makedonien. Auch Scipio Aemilianus warb unter seinen Freunden und Klienten, bevor er nach Numantia aufbrach. Die Abschaffung des bislang geltenden Zensus, der nur Bürgern mit einem gewissen Einkommen den Dienst in den Legionen gestattete, soll nach der ersten Wahl Marius’ zum Konsul 107 v. Chr. stattgefunden haben. Allerdings kann die einmalige Anwerbung von nur 3.000 bis 5.000 Freiwilligen vor dem Aufbruch nach Afrika 107 v. Chr. nach neuerer Ansicht kaum als signifikanter Bruch mit der Tradition bei der Aushebung von Legionen gewertet werden, zumal die alte, zensusbasierte Aushebungsmethode des dilectus fortbestand und auch von Marius selbst immer wieder angewendet wurde. Im 2. und 1. Jahrhundert v. Chr. fand allerdings ein langsamer Wandel statt, der dilectus verlor an Bedeutung, während die Zahl der Freiwilligen zunahm.
Eine Absenkung des Mindestvermögens für den Militärdienst hatte offenbar bereits während des 3. und 2. Jahrhunderts v. Chr. stattgefunden. Von ursprünglich 11.000 Assen während des 2. punischen Kriegs wurde der Zensus auf 4.000 Asse und schließlich vermutlich 129 v. Chr. auf 1.500 Asse abgesenkt. Praktisch bedeutete dies, dass schließlich fast jeder, der eine Hütte besaß, in den Legionen dienen konnte. So fand während des 2. Jahrhunderts eine schleichende Proletarisierung der Legionen statt. Auch die explizite Anwerbung Besitzloser hat Beispiele in der früheren römischen Geschichte, zumeist in Notsituationen, etwa während des 2. punischen Krieges. Es gibt auch keinen Beweis, dass Marius’ Rekrutierung der proletarii eine dauerhafte Reform sein sollte. Noch bis Augustus bestanden die Legionen wahrscheinlich zugleich aus Freiwilligen (darunter auch proletarii, einige davon effektiv als Berufssoldaten) und begüterten Wehrpflichtigen.
Die Bedingungen, unter denen der Dienst in den Legionen stattfand, blieben auch unter Marius unverändert. Der Sold blieb gleich (112,5 Denare pro Jahr), die Dienstzeit betrug maximal 16 Jahre, wobei der Legionär beim Eintritt in die Armee keineswegs wusste, ob er diese tatsächlich abzuleisten haben würde. Eingestellt und entlassen wurde nach Bedarf.

## Folgen und Bewertung der Maßnahmen des Marius
Eine tiefgreifende, punktuell wirksame Reform des römischen Heeres durch Marius hat es nach Ansicht der neueren Forschung wohl nicht gegeben. Die ihm zugeschriebenen Veränderungen waren vielmehr das Ergebnis eines längerfristigen Prozesses der Professionalisierung des römischen Heerwesens im Verlauf des 2. Jahrhunderts v. Chr. Zur Zeit des Konsulats Marius’ waren viele dieser Entwicklungen schon länger im Gange oder auch fast abgeschlossen.
Auf ganz anderer Ebene schuf Marius jedoch einen Präzedenzfall, der in der heutigen Forschung weit höher gewichtet wird als die ihm traditionell zugeschriebene Heeresreform: Offenbar hat er den Freiwilligen von 107 v. Chr. zu ihrer Entlassung ein Stück Land versprochen. Vermutlich wurde das Versprechen gegeben, um die Veteranen des Afrikakrieges nach dessen Ende in den Legionen zu halten. Bei der Entlassung des Heeres nach dem Krieg gegen Jugurtha fand jedenfalls keine Landverteilung statt.
Diesem Beispiel scheinen auch spätere Feldherren immer wieder gefolgt zu sein, so dass die Legionäre hieraus bald einen Anspruch auf Zuteilung eines Stücks Land bei der Entlassung ableiteten. Dass es Heerführern wie Marius gelang, die Landverteilungen auch gegen den Widerstand des Senats durchzusetzen, führte zu deutlichen Veränderungen im Verhältnis zwischen dem Heer und dem römischen Staatswesen: „Die Veteranen wurden dadurch praktisch zu Klienten des betreffenden Politikers – und somit ergebenen Anhängern. Sie bildeten einen erheblichen Teil der sogenannten ‚privaten‘ Armeen der Bürgerkriege des 1. Jahrhunderts v. Chr.“
Damit gilt Marius als Wegbereiter der Auflösung des politischen Systems der römischen Republik. Die Bindung der Soldaten zum Feldherren wurde letztlich so groß, dass populäre Befehlshaber wie Marius selbst, Sulla, Pompejus, Cäsar u. a. die persönliche Loyalität der Legionäre nutzen konnten, um dem Senat die Stirn zu bieten und sich unter Androhung oder Anwendung von Gewalt außerkonstitutionelle Macht zu verschaffen. Dies trug nach heute herrschender Meinung nicht unerheblich zum Untergang des republikanischen Staates bei.